# Videoface
Videoface Digitiser je interfejs za kućni računar ZX Spectrum koji služi za digitalizaciju analognog video signala. U početku je proizvođen od strane Holandske kompanije Data-Skip, a kasnije tokom 1987 godine od strane kompanije Romantic Robot iz Velike Britanije. Njegova originalna cena iznosila je 69 Britanskih Funti, ali je tokom godina pala na nešto manje od 30.
Videoface prima signal iz bilo kog uređaja sa kompozitnim video izlazom, a zatim proizvodi  četvorobitnu sliku rezolucije 256 x 192 piksela. Brzina osvežavanja slike je nesto manja od 4 frejma u sekundi. Ovako proizvedeni, tj. digitalizovani, "ekrani" mogu biti sačuvani kao pojedinačne slike ili kratke animacije od 6 frejmova sa varijabilnom brzinom, i kasnije učitani i editovani u pojedinim programima za crtanje na ZX Spectrum-u. Tokom osvežavanja slike, moguće je podešavati kontrast uz pomoć potenciometra na vrhu Videoface-a, kao i pomerati sliku horizontalno i vertikalno.

## Spoljašnje veze
- Sve o Videoface-u na prezentaciji World of Spectrum Архивирано на веб-сајту  (28. август 2018)